# میروشوف (ناحیه ییهلاوا)
میروشوف (به چکی: Mirošov) یک منطقهٔ مسکونی در جمهوری چک است که در ناحیه ییهلاوا واقع شده‌است. میروشوف ۴٫۱۳ کیلومتر مربع مساحت و ۱۸۷ نفر جمعیت دارد و ۵۶۵ متر بالاتر از سطح دریا واقع شده‌است.